# Shape of You
Shape of You is een single van de Engelse singer-songwriter Ed Sheeran. De single is afkomstig van het album ÷ en werd op 6 januari 2017 uitgebracht. Het is het op een na meest gestreamede nummer ooit op Spotify.

## Achtergrondinformatie
Op 13 december 2015 kondigde Sheeran via zijn social media-accounts aan dat hij de media voor een jaar lang zou mijden en zichzelf terug zou trekken uit dit gebied. Een jaar lang is niets van Ed Sheeran vernomen. Op 13 december 2016, precies een jaar later, postte hij voor het eerst weer een foto. Dit was een simpele blauwe achtergrond, wat later de kleur bleek te zijn van zijn nieuwe album.
Op 1 januari 2017 postte Sheeran op zijn sociale kanalen een filmpje waarin hij aankondigde nieuwe muziek vrij te geven op vrijdag 6 januari 2017, vijf dagen na de aankondiging. Kort daarop volgden meer voorproefjes van de nieuwe liedjes van hem, waaronder stukken tekst en het intro van de nummers. Op dit moment was nog niet aangekondigd of er op de dag van release een album of single uit zou komen.
Op vrijdag 6 januari 2017 bleek uiteindelijk dat er twee singles uitkwamen, Shape of You en Castle on the Hill. Tegelijk werd ook bekend dat het nieuwe album ÷ (Divide) zou heten, als opvolger van zijn eerdere albums + en x. Op 11 januari 2017 werd via Sheerans sociale media bekendgemaakt hoe de nieuwe tracks op de cd zouden gaan heten. Hij schreef het nummer oorspronkelijk voor Rihanna.

### Records
Met Shape of You en Castle on the Hill brak Sheeran meteen een record in het Verenigd Koninkrijk. Nooit eerder stond een artiest met twee nieuwe nummers op de eerste en tweede plaats van de Britse hitlijst.
In de Nederlandse Top 40 schreef Shape of You geschiedenis door 15 weken onafgebroken op nummer 1 te staan. Nooit eerder stond een single zo lang op de eerste plaats van deze hitlijst. Het vorige record stond sinds 2012 op naam van Gusttavo Lima, die 13 weken op nummer 1 stond met Balada. In diezelfde lijst is ook het record 'langst in de top drie' overgenomen van Rolling in the Deep van Adele. Het eerste record werd een paar maanden later geëvenaard door Luis Fonsi, Daddy Yankee en Justin Bieber met Despacito en een jaar later gebroken door One Kiss van Calvin Harris en Dua Lipa. Het top drie-record is in 2020 gebroken door Blinding Lights van The Weeknd.
In de Mega Top 50 stond het nummer 16 weken op nummer 1. Daarmee verbrak Sheeran het record van Que sí, que no van Jody Bernal, dat in 2000 met 15 weken de hoogste positie had bezet. Ook hier evenaarde Despacito het record.
Shape of You stond ook in vele andere landen op nummer 1.

## Tracklijst
| Nr. | Titel        | Duur |
| --- | ------------ | ---- |
| 1.  | Shape of You | 3:53 |

| Nr. | Titel                         | Duur |
| --- | ----------------------------- | ---- |
| 1.  | Shape of You (Galantis remix) | 3:15 |

| Nr. | Titel                     | Duur |
| --- | ------------------------- | ---- |
| 1.  | Shape of You (akoestisch) | 3:43 |

| Nr. | Titel                        | Duur |
| --- | ---------------------------- | ---- |
| 1.  | Shape of You (Stormzy remix) | 3:51 |

| Nr. | Titel                                                | Duur |
| --- | ---------------------------------------------------- | ---- |
| 1.  | Shape of You (Major Lazer remix met Nyla en Kranium) | 3:12 |

## Hitnoteringen

### Nederlandse Top 40
| Positie: | 23 | 1  | 1  | 1  | 1  | 1  | 1  | 1  | 1  | 1  | 1  | 1  | 1  | 1   | 1 |
| Week:    | 16 | 17 | 18 | 19 | 20 | 21 | 22 | 23 | 24 | 25 | 26 | 27 | 28 |     |   |
| Positie: | 1  | 2  | 2  | 2  | 6  | 12 | 14 | 17 | 20 | 25 | 31 | 33 | 40 | uit |   |

### NederlandseSingle Top 100
| Hitnotering: (week 1 t/m 93) 14-01-2017 t/m 20-10-2018 Hitnotering: (week 94) 03-11-2018 Hitnotering: (week 95 t/m 96) 05-01-2019 t/m 12-01-2019 | Hitnotering: (week 1 t/m 93) 14-01-2017 t/m 20-10-2018 Hitnotering: (week 94) 03-11-2018 Hitnotering: (week 95 t/m 96) 05-01-2019 t/m 12-01-2019 | Hitnotering: (week 1 t/m 93) 14-01-2017 t/m 20-10-2018 Hitnotering: (week 94) 03-11-2018 Hitnotering: (week 95 t/m 96) 05-01-2019 t/m 12-01-2019 | Hitnotering: (week 1 t/m 93) 14-01-2017 t/m 20-10-2018 Hitnotering: (week 94) 03-11-2018 Hitnotering: (week 95 t/m 96) 05-01-2019 t/m 12-01-2019 | Hitnotering: (week 1 t/m 93) 14-01-2017 t/m 20-10-2018 Hitnotering: (week 94) 03-11-2018 Hitnotering: (week 95 t/m 96) 05-01-2019 t/m 12-01-2019 | Hitnotering: (week 1 t/m 93) 14-01-2017 t/m 20-10-2018 Hitnotering: (week 94) 03-11-2018 Hitnotering: (week 95 t/m 96) 05-01-2019 t/m 12-01-2019 | Hitnotering: (week 1 t/m 93) 14-01-2017 t/m 20-10-2018 Hitnotering: (week 94) 03-11-2018 Hitnotering: (week 95 t/m 96) 05-01-2019 t/m 12-01-2019 | Hitnotering: (week 1 t/m 93) 14-01-2017 t/m 20-10-2018 Hitnotering: (week 94) 03-11-2018 Hitnotering: (week 95 t/m 96) 05-01-2019 t/m 12-01-2019 | Hitnotering: (week 1 t/m 93) 14-01-2017 t/m 20-10-2018 Hitnotering: (week 94) 03-11-2018 Hitnotering: (week 95 t/m 96) 05-01-2019 t/m 12-01-2019 | Hitnotering: (week 1 t/m 93) 14-01-2017 t/m 20-10-2018 Hitnotering: (week 94) 03-11-2018 Hitnotering: (week 95 t/m 96) 05-01-2019 t/m 12-01-2019 | Hitnotering: (week 1 t/m 93) 14-01-2017 t/m 20-10-2018 Hitnotering: (week 94) 03-11-2018 Hitnotering: (week 95 t/m 96) 05-01-2019 t/m 12-01-2019 | Hitnotering: (week 1 t/m 93) 14-01-2017 t/m 20-10-2018 Hitnotering: (week 94) 03-11-2018 Hitnotering: (week 95 t/m 96) 05-01-2019 t/m 12-01-2019 | Hitnotering: (week 1 t/m 93) 14-01-2017 t/m 20-10-2018 Hitnotering: (week 94) 03-11-2018 Hitnotering: (week 95 t/m 96) 05-01-2019 t/m 12-01-2019 | Hitnotering: (week 1 t/m 93) 14-01-2017 t/m 20-10-2018 Hitnotering: (week 94) 03-11-2018 Hitnotering: (week 95 t/m 96) 05-01-2019 t/m 12-01-2019 | Hitnotering: (week 1 t/m 93) 14-01-2017 t/m 20-10-2018 Hitnotering: (week 94) 03-11-2018 Hitnotering: (week 95 t/m 96) 05-01-2019 t/m 12-01-2019 | Hitnotering: (week 1 t/m 93) 14-01-2017 t/m 20-10-2018 Hitnotering: (week 94) 03-11-2018 Hitnotering: (week 95 t/m 96) 05-01-2019 t/m 12-01-2019 | Hitnotering: (week 1 t/m 93) 14-01-2017 t/m 20-10-2018 Hitnotering: (week 94) 03-11-2018 Hitnotering: (week 95 t/m 96) 05-01-2019 t/m 12-01-2019 | Hitnotering: (week 1 t/m 93) 14-01-2017 t/m 20-10-2018 Hitnotering: (week 94) 03-11-2018 Hitnotering: (week 95 t/m 96) 05-01-2019 t/m 12-01-2019 | Hitnotering: (week 1 t/m 93) 14-01-2017 t/m 20-10-2018 Hitnotering: (week 94) 03-11-2018 Hitnotering: (week 95 t/m 96) 05-01-2019 t/m 12-01-2019 | Hitnotering: (week 1 t/m 93) 14-01-2017 t/m 20-10-2018 Hitnotering: (week 94) 03-11-2018 Hitnotering: (week 95 t/m 96) 05-01-2019 t/m 12-01-2019 | Hitnotering: (week 1 t/m 93) 14-01-2017 t/m 20-10-2018 Hitnotering: (week 94) 03-11-2018 Hitnotering: (week 95 t/m 96) 05-01-2019 t/m 12-01-2019 |
| Week: | 1 | 2 | 3 | 4 | 5 | 6 | 7 | 8 | 9 | 10 | 11 | 12 | 13 | 14 | 15 | 16 | 17 | 18 | 19 | 20 |
| --- | --- | --- | --- | --- | --- | --- | --- | --- | --- | --- | --- | --- | --- | --- | --- | --- | --- | --- | --- | --- |
| Positie: | 1 | 1 | 1 | 1 | 1 | 1 | 1 | 1 | 1 | 1 | 2 | 2 | 2 | 1 | 1 | 3 | 3 | 5 | 6 | 6 |
| Week: | 21 | 22 | 23 | 24 | 25 | 26 | 27 | 28 | 29 | 30 | 31 | 32 | 33 | 34 | 35 | 36 | 37 | 38 | 39 | 40 |
| Positie: | 7 | 7 | 8 | 10 | 13 | 15 | 12 | 13 | 14 | 16 | 18 | 19 | 21 | 21 | 22 | 30 | 34 | 33 | 33 | 34 |
| Week: | 41 | 42 | 43 | 44 | 45 | 46 | 47 | 48 | 49 | 50 | 51 | 52 | 53 | 54 | 55 | 56 | 57 | 58 | 59 | 60 |
| Positie: | 29 | 27 | 32 | 30 | 33 | 38 | 46 | 33 | 18 | 23 | 30 | 12 | 25 | 32 | 32 | 35 | 37 | 44 | 49 | 54 |
| Week: | 61 | 62 | 63 | 64 | 65 | 66 | 67 | 68 | 69 | 70 | 71 | 72 | 73 | 74 | 75 | 76 | 77 | 78 | 79 | 80 |
| Positie: | 53 | 54 | 53 | 64 | 60 | 56 | 58 | 74 | 59 | 69 | 71 | 60 | 66 | 66 | 68 | 75 | 75 | 72 | 72 | 66 |
| Week: | 81 | 82 | 83 | 84 | 85 | 86 | 87 | 88 | 89 | 90 | 91 | 92 | 93 | | 94 | | 95 | 96 | | |
| Positie: | 78 | 69 | 71 | 67 | 70 | 74 | 99 | 86 | 85 | 93 | 95 | 99 | 97 | uit | 99 | uit | 91 | 93 | uit | |

### NederlandseMega Top 50
| Hitnotering: 14-01-2017 t/m 09-12-2017 | Hitnotering: 14-01-2017 t/m 09-12-2017 | Hitnotering: 14-01-2017 t/m 09-12-2017 | Hitnotering: 14-01-2017 t/m 09-12-2017 | Hitnotering: 14-01-2017 t/m 09-12-2017 | Hitnotering: 14-01-2017 t/m 09-12-2017 | Hitnotering: 14-01-2017 t/m 09-12-2017 | Hitnotering: 14-01-2017 t/m 09-12-2017 | Hitnotering: 14-01-2017 t/m 09-12-2017 | Hitnotering: 14-01-2017 t/m 09-12-2017 | Hitnotering: 14-01-2017 t/m 09-12-2017 | Hitnotering: 14-01-2017 t/m 09-12-2017 | Hitnotering: 14-01-2017 t/m 09-12-2017 | Hitnotering: 14-01-2017 t/m 09-12-2017 | Hitnotering: 14-01-2017 t/m 09-12-2017 | Hitnotering: 14-01-2017 t/m 09-12-2017 | Hitnotering: 14-01-2017 t/m 09-12-2017 | Hitnotering: 14-01-2017 t/m 09-12-2017 |
| Week:                                  | 1                                      | 2                                      | 3                                      | 4                                      | 5                                      | 6                                      | 7                                      | 8                                      | 9                                      | 10                                     | 11                                     | 12                                     | 13                                     | 14                                     | 15                                     | 16                                     | 17                                     |
| -------------------------------------- | -------------------------------------- | -------------------------------------- | -------------------------------------- | -------------------------------------- | -------------------------------------- | -------------------------------------- | -------------------------------------- | -------------------------------------- | -------------------------------------- | -------------------------------------- | -------------------------------------- | -------------------------------------- | -------------------------------------- | -------------------------------------- | -------------------------------------- | -------------------------------------- | -------------------------------------- |
| Positie:                               | 1                                      | 1                                      | 1                                      | 1                                      | 1                                      | 1                                      | 1                                      | 1                                      | 1                                      | 1                                      | 1                                      | 1                                      | 1                                      | 1                                      | 1                                      | 1                                      | 2                                      |
| Week:                                  | 18                                     | 19                                     | 20                                     | 21                                     | 22                                     | 23                                     | 24                                     | 25                                     | 26                                     | 27                                     | 28                                     | 29                                     | 30                                     | 31                                     | 32                                     | 33                                     | 34                                     |
| Positie:                               | 2                                      | 12                                     | 6                                      | 11                                     | 11                                     | 13                                     | 16                                     | 17                                     | 18                                     | 18                                     | 18                                     | 18                                     | 18                                     | 18                                     | 25                                     | 25                                     | 25                                     |
| Week:                                  | 35                                     | 36                                     | 37                                     | 38                                     | 39                                     | 40                                     | 41                                     | 42                                     | 43                                     | 44                                     | 45                                     | 46                                     | 47                                     | 48                                     |                                        |                                        |                                        |
| Positie:                               | 26                                     | 30                                     | 30                                     | 30                                     | 25                                     | 35                                     | 36                                     | 36                                     | 37                                     | 39                                     | 40                                     | 41                                     | 41                                     | 41                                     | uit                                    |                                        |                                        |

### VlaamseUltratop 50
| Hitnotering: (week 1 t/m 44) 14-01-2017 t/m 11-11-2017 Hitnotering: (week 45 t/m 57) 25-11-2017 t/m 17-02-2018 Hitnotering: (week 58) 03-03-2018 Hitnotering: (week 59 t/m 61) 17-03-2018 t/m 31-03-2018 Hitnotering: (week 62 t/m 65) 14-04-2018 t/m 05-05-2018 Hitnotering: (week 66) 19-05-2018 Hitnotering: (week 67) 07-07-2018 | Hitnotering: (week 1 t/m 44) 14-01-2017 t/m 11-11-2017 Hitnotering: (week 45 t/m 57) 25-11-2017 t/m 17-02-2018 Hitnotering: (week 58) 03-03-2018 Hitnotering: (week 59 t/m 61) 17-03-2018 t/m 31-03-2018 Hitnotering: (week 62 t/m 65) 14-04-2018 t/m 05-05-2018 Hitnotering: (week 66) 19-05-2018 Hitnotering: (week 67) 07-07-2018 | Hitnotering: (week 1 t/m 44) 14-01-2017 t/m 11-11-2017 Hitnotering: (week 45 t/m 57) 25-11-2017 t/m 17-02-2018 Hitnotering: (week 58) 03-03-2018 Hitnotering: (week 59 t/m 61) 17-03-2018 t/m 31-03-2018 Hitnotering: (week 62 t/m 65) 14-04-2018 t/m 05-05-2018 Hitnotering: (week 66) 19-05-2018 Hitnotering: (week 67) 07-07-2018 | Hitnotering: (week 1 t/m 44) 14-01-2017 t/m 11-11-2017 Hitnotering: (week 45 t/m 57) 25-11-2017 t/m 17-02-2018 Hitnotering: (week 58) 03-03-2018 Hitnotering: (week 59 t/m 61) 17-03-2018 t/m 31-03-2018 Hitnotering: (week 62 t/m 65) 14-04-2018 t/m 05-05-2018 Hitnotering: (week 66) 19-05-2018 Hitnotering: (week 67) 07-07-2018 | Hitnotering: (week 1 t/m 44) 14-01-2017 t/m 11-11-2017 Hitnotering: (week 45 t/m 57) 25-11-2017 t/m 17-02-2018 Hitnotering: (week 58) 03-03-2018 Hitnotering: (week 59 t/m 61) 17-03-2018 t/m 31-03-2018 Hitnotering: (week 62 t/m 65) 14-04-2018 t/m 05-05-2018 Hitnotering: (week 66) 19-05-2018 Hitnotering: (week 67) 07-07-2018 | Hitnotering: (week 1 t/m 44) 14-01-2017 t/m 11-11-2017 Hitnotering: (week 45 t/m 57) 25-11-2017 t/m 17-02-2018 Hitnotering: (week 58) 03-03-2018 Hitnotering: (week 59 t/m 61) 17-03-2018 t/m 31-03-2018 Hitnotering: (week 62 t/m 65) 14-04-2018 t/m 05-05-2018 Hitnotering: (week 66) 19-05-2018 Hitnotering: (week 67) 07-07-2018 | Hitnotering: (week 1 t/m 44) 14-01-2017 t/m 11-11-2017 Hitnotering: (week 45 t/m 57) 25-11-2017 t/m 17-02-2018 Hitnotering: (week 58) 03-03-2018 Hitnotering: (week 59 t/m 61) 17-03-2018 t/m 31-03-2018 Hitnotering: (week 62 t/m 65) 14-04-2018 t/m 05-05-2018 Hitnotering: (week 66) 19-05-2018 Hitnotering: (week 67) 07-07-2018 | Hitnotering: (week 1 t/m 44) 14-01-2017 t/m 11-11-2017 Hitnotering: (week 45 t/m 57) 25-11-2017 t/m 17-02-2018 Hitnotering: (week 58) 03-03-2018 Hitnotering: (week 59 t/m 61) 17-03-2018 t/m 31-03-2018 Hitnotering: (week 62 t/m 65) 14-04-2018 t/m 05-05-2018 Hitnotering: (week 66) 19-05-2018 Hitnotering: (week 67) 07-07-2018 | Hitnotering: (week 1 t/m 44) 14-01-2017 t/m 11-11-2017 Hitnotering: (week 45 t/m 57) 25-11-2017 t/m 17-02-2018 Hitnotering: (week 58) 03-03-2018 Hitnotering: (week 59 t/m 61) 17-03-2018 t/m 31-03-2018 Hitnotering: (week 62 t/m 65) 14-04-2018 t/m 05-05-2018 Hitnotering: (week 66) 19-05-2018 Hitnotering: (week 67) 07-07-2018 | Hitnotering: (week 1 t/m 44) 14-01-2017 t/m 11-11-2017 Hitnotering: (week 45 t/m 57) 25-11-2017 t/m 17-02-2018 Hitnotering: (week 58) 03-03-2018 Hitnotering: (week 59 t/m 61) 17-03-2018 t/m 31-03-2018 Hitnotering: (week 62 t/m 65) 14-04-2018 t/m 05-05-2018 Hitnotering: (week 66) 19-05-2018 Hitnotering: (week 67) 07-07-2018 | Hitnotering: (week 1 t/m 44) 14-01-2017 t/m 11-11-2017 Hitnotering: (week 45 t/m 57) 25-11-2017 t/m 17-02-2018 Hitnotering: (week 58) 03-03-2018 Hitnotering: (week 59 t/m 61) 17-03-2018 t/m 31-03-2018 Hitnotering: (week 62 t/m 65) 14-04-2018 t/m 05-05-2018 Hitnotering: (week 66) 19-05-2018 Hitnotering: (week 67) 07-07-2018 | Hitnotering: (week 1 t/m 44) 14-01-2017 t/m 11-11-2017 Hitnotering: (week 45 t/m 57) 25-11-2017 t/m 17-02-2018 Hitnotering: (week 58) 03-03-2018 Hitnotering: (week 59 t/m 61) 17-03-2018 t/m 31-03-2018 Hitnotering: (week 62 t/m 65) 14-04-2018 t/m 05-05-2018 Hitnotering: (week 66) 19-05-2018 Hitnotering: (week 67) 07-07-2018 | Hitnotering: (week 1 t/m 44) 14-01-2017 t/m 11-11-2017 Hitnotering: (week 45 t/m 57) 25-11-2017 t/m 17-02-2018 Hitnotering: (week 58) 03-03-2018 Hitnotering: (week 59 t/m 61) 17-03-2018 t/m 31-03-2018 Hitnotering: (week 62 t/m 65) 14-04-2018 t/m 05-05-2018 Hitnotering: (week 66) 19-05-2018 Hitnotering: (week 67) 07-07-2018 | Hitnotering: (week 1 t/m 44) 14-01-2017 t/m 11-11-2017 Hitnotering: (week 45 t/m 57) 25-11-2017 t/m 17-02-2018 Hitnotering: (week 58) 03-03-2018 Hitnotering: (week 59 t/m 61) 17-03-2018 t/m 31-03-2018 Hitnotering: (week 62 t/m 65) 14-04-2018 t/m 05-05-2018 Hitnotering: (week 66) 19-05-2018 Hitnotering: (week 67) 07-07-2018 | Hitnotering: (week 1 t/m 44) 14-01-2017 t/m 11-11-2017 Hitnotering: (week 45 t/m 57) 25-11-2017 t/m 17-02-2018 Hitnotering: (week 58) 03-03-2018 Hitnotering: (week 59 t/m 61) 17-03-2018 t/m 31-03-2018 Hitnotering: (week 62 t/m 65) 14-04-2018 t/m 05-05-2018 Hitnotering: (week 66) 19-05-2018 Hitnotering: (week 67) 07-07-2018 | Hitnotering: (week 1 t/m 44) 14-01-2017 t/m 11-11-2017 Hitnotering: (week 45 t/m 57) 25-11-2017 t/m 17-02-2018 Hitnotering: (week 58) 03-03-2018 Hitnotering: (week 59 t/m 61) 17-03-2018 t/m 31-03-2018 Hitnotering: (week 62 t/m 65) 14-04-2018 t/m 05-05-2018 Hitnotering: (week 66) 19-05-2018 Hitnotering: (week 67) 07-07-2018 | Hitnotering: (week 1 t/m 44) 14-01-2017 t/m 11-11-2017 Hitnotering: (week 45 t/m 57) 25-11-2017 t/m 17-02-2018 Hitnotering: (week 58) 03-03-2018 Hitnotering: (week 59 t/m 61) 17-03-2018 t/m 31-03-2018 Hitnotering: (week 62 t/m 65) 14-04-2018 t/m 05-05-2018 Hitnotering: (week 66) 19-05-2018 Hitnotering: (week 67) 07-07-2018 | Hitnotering: (week 1 t/m 44) 14-01-2017 t/m 11-11-2017 Hitnotering: (week 45 t/m 57) 25-11-2017 t/m 17-02-2018 Hitnotering: (week 58) 03-03-2018 Hitnotering: (week 59 t/m 61) 17-03-2018 t/m 31-03-2018 Hitnotering: (week 62 t/m 65) 14-04-2018 t/m 05-05-2018 Hitnotering: (week 66) 19-05-2018 Hitnotering: (week 67) 07-07-2018 | Hitnotering: (week 1 t/m 44) 14-01-2017 t/m 11-11-2017 Hitnotering: (week 45 t/m 57) 25-11-2017 t/m 17-02-2018 Hitnotering: (week 58) 03-03-2018 Hitnotering: (week 59 t/m 61) 17-03-2018 t/m 31-03-2018 Hitnotering: (week 62 t/m 65) 14-04-2018 t/m 05-05-2018 Hitnotering: (week 66) 19-05-2018 Hitnotering: (week 67) 07-07-2018 | Hitnotering: (week 1 t/m 44) 14-01-2017 t/m 11-11-2017 Hitnotering: (week 45 t/m 57) 25-11-2017 t/m 17-02-2018 Hitnotering: (week 58) 03-03-2018 Hitnotering: (week 59 t/m 61) 17-03-2018 t/m 31-03-2018 Hitnotering: (week 62 t/m 65) 14-04-2018 t/m 05-05-2018 Hitnotering: (week 66) 19-05-2018 Hitnotering: (week 67) 07-07-2018 | Hitnotering: (week 1 t/m 44) 14-01-2017 t/m 11-11-2017 Hitnotering: (week 45 t/m 57) 25-11-2017 t/m 17-02-2018 Hitnotering: (week 58) 03-03-2018 Hitnotering: (week 59 t/m 61) 17-03-2018 t/m 31-03-2018 Hitnotering: (week 62 t/m 65) 14-04-2018 t/m 05-05-2018 Hitnotering: (week 66) 19-05-2018 Hitnotering: (week 67) 07-07-2018 | Hitnotering: (week 1 t/m 44) 14-01-2017 t/m 11-11-2017 Hitnotering: (week 45 t/m 57) 25-11-2017 t/m 17-02-2018 Hitnotering: (week 58) 03-03-2018 Hitnotering: (week 59 t/m 61) 17-03-2018 t/m 31-03-2018 Hitnotering: (week 62 t/m 65) 14-04-2018 t/m 05-05-2018 Hitnotering: (week 66) 19-05-2018 Hitnotering: (week 67) 07-07-2018 | Hitnotering: (week 1 t/m 44) 14-01-2017 t/m 11-11-2017 Hitnotering: (week 45 t/m 57) 25-11-2017 t/m 17-02-2018 Hitnotering: (week 58) 03-03-2018 Hitnotering: (week 59 t/m 61) 17-03-2018 t/m 31-03-2018 Hitnotering: (week 62 t/m 65) 14-04-2018 t/m 05-05-2018 Hitnotering: (week 66) 19-05-2018 Hitnotering: (week 67) 07-07-2018 | Hitnotering: (week 1 t/m 44) 14-01-2017 t/m 11-11-2017 Hitnotering: (week 45 t/m 57) 25-11-2017 t/m 17-02-2018 Hitnotering: (week 58) 03-03-2018 Hitnotering: (week 59 t/m 61) 17-03-2018 t/m 31-03-2018 Hitnotering: (week 62 t/m 65) 14-04-2018 t/m 05-05-2018 Hitnotering: (week 66) 19-05-2018 Hitnotering: (week 67) 07-07-2018 | Hitnotering: (week 1 t/m 44) 14-01-2017 t/m 11-11-2017 Hitnotering: (week 45 t/m 57) 25-11-2017 t/m 17-02-2018 Hitnotering: (week 58) 03-03-2018 Hitnotering: (week 59 t/m 61) 17-03-2018 t/m 31-03-2018 Hitnotering: (week 62 t/m 65) 14-04-2018 t/m 05-05-2018 Hitnotering: (week 66) 19-05-2018 Hitnotering: (week 67) 07-07-2018 | Hitnotering: (week 1 t/m 44) 14-01-2017 t/m 11-11-2017 Hitnotering: (week 45 t/m 57) 25-11-2017 t/m 17-02-2018 Hitnotering: (week 58) 03-03-2018 Hitnotering: (week 59 t/m 61) 17-03-2018 t/m 31-03-2018 Hitnotering: (week 62 t/m 65) 14-04-2018 t/m 05-05-2018 Hitnotering: (week 66) 19-05-2018 Hitnotering: (week 67) 07-07-2018 |
| Week: | 1 | 2 | 3 | 4 | 5 | 6 | 7 | 8 | 9 | 10 | 11 | 12 | 13 | 14 | 15 | 16 | 17 | 18 | 19 | 20 | 21 | 22 | 23 | 24 | 25 |
| --- | --- | --- | --- | --- | --- | --- | --- | --- | --- | --- | --- | --- | --- | --- | --- | --- | --- | --- | --- | --- | --- | --- | --- | --- | --- |
| Positie: | 9 | 1 | 1 | 1 | 1 | 1 | 1 | 1 | 1 | 1 | 1 | 1 | 1 | 1 | 1 | 2 | 1 | 2 | 5 | 4 | 6 | 8 | 9 | 12 | 13 |
| Week: | 26 | 27 | 28 | 29 | 30 | 31 | 32 | 33 | 34 | 35 | 36 | 37 | 38 | 39 | 40 | 41 | 42 | 43 | 44 | | 45 | 46 | 47 | 48 | 49 |
| Positie: | 8 | 11 | 22 | 26 | 21 | 30 | 30 | 33 | 30 | 29 | 33 | 42 | 41 | 37 | 36 | 41 | 45 | 40 | 48 | uit | 50 | 42 | 50 | 33 | 26 |
| Week: | 50 | 51 | 52 | 53 | 54 | 55 | 56 | 57 | | 58 | | 59 | 60 | 61 | | 62 | 63 | 64 | 65 | | 66 | | 67 | | |
| Positie: | 19 | 25 | 21 | 32 | 36 | 40 | 50 | 38 | uit | 49 | uit | 45 | 49 | 47 | uit | 48 | 50 | 50 | 44 | uit | 47 | uit | 35 | uit | |

### NPO Radio 2 Top 2000
| Nummer met noteringen in de NPO Radio 2 Top 2000 | '17 | '18 | '19 | '20 | '21 | '22 | '23 | '24  |
| ------------------------------------------------ | --- | --- | --- | --- | --- | --- | --- | ---- |
| Shape of You                                     | 103 | 205 | 374 | 519 | 473 | 737 | 756 | 1139 |

1. ↑  Een vetgedrukt getal geeft de hoogste notering aan.
2. ↑  2017 was het eerste jaar met een notering voor dit nummer.